# Miossec
Christophe Miossec  — французький співак та автор-виконавець.

## Дискографія
- 1995 : Boire
- 1997 : Baiser
- 1998 : À Prendre
- 2001 : Brûle
- 2004 : 1964
- 2006 : L'étreinte
- 2009 : Finistériens